# LGV Paris Orléans Clermont-Ferrand Lyon
Az LGV Paris Orléans Clermont-Ferrand Lyon (POCL) egy francia nagysebességű vonalprojekt, amelynek célja, hogy összekösse Auvergne-Rhône-Alpes régiót az Île-de-France régióval, jobb elérhetőséget biztosítva a közép-franciaországi területek (Auvergne, Burgundia, Centre-Val de Loire, Île-de-France és Rhône-Alpes) számára, és lehetővé téve a jelenlegi LGV Párizs-Lyon vonal tehermentesítését. A sajtóban néha más nevek is megjelentek, mint például "LGV Centre France", "LGV Centre Auvergne" vagy "LGV Grand Centre Auvergne". Más cikkekben, amelyek kevésbé hangsúlyozzák Franciaország központjának kiszolgálását, mint a Párizs-Rhône összeköttetést, szintén megtaláljuk az LN1 bis, doublement Paris-Lyon és a "POCL" rövidítést.
A POCL-projekt a nemzeti vasúthálózat új láncszemeként a vasúti hálózat gerincét hivatott alkotni azokban a régiókban, amelyeket átszel. A projekt 11 Párizs és Lyon közötti város (Orléans, Blois, Vierzon, Châteauroux, Bourges, Nevers, Montluçon, Moulins, Vichy, Clermont-Ferrand és Roanne) között biztosít nagysebességű járatokat egy közel 500 km hosszú új vonalon és a meglévő hálózaton, amelyet szükség esetén korszerűsítenek.
Ez a projekt bekerült a Journal Officiel 2009. augusztus 5-i számában megjelent környezetvédelmi törvénybe. A "Párizs-Orléans-Clermont-Ferrand-Lyon" vonalnak nevezett vonal létrehozását egy kiegészítő program részeként tervezik, az első, 2000 km hosszúságú LGV-vonalat követően, amelynek célja a meglévő hálózat hosszának megduplázása 2020-ig, 53 milliárd euró összköltséggel.
A projekt megvalósíthatósági tanulmányát jelenleg az SNCF Réseau készíti a közlekedési államtitkár felkérésére. Az előzetes műszaki tanulmányok, a lefolytatandó konzultációk, a finanszírozási terv kidolgozásával megbízott bizottságok és az építési fázisok alapján nem valószínűsíthető, hogy egy ilyen új vonal 2030 előtt üzembe helyezhető.
A projekt öt, az állam által az SNCF Réseau számára meghatározott célkitűzésnek felel meg::
- hosszú távon biztosítani, hogy a Párizs és Clermont-Ferrand közötti menetidő 2 óránál rövidebb legyen;
- Orléans összekapcsolása a nagysebességű vonathálózattal;
- a Bourges és a nagyvárosok felé irányuló szolgáltatások javítása;
- a jelenlegi LGV Sud-Est Párizs-Lyon útvonal helyett egy megfelelő alternatív útvonalat biztosít;
- Clermont-Ferrand és Lyon között a lyoni vasúti csomópont problémáihoz kapcsolódóan megfelelő nagysebességű járat biztosítása.

Jelenleg két forgatókönyvet vizsgálnak: a nyugati forgatókönyvet és a középső forgatókönyvet. Mindkettő megfelel a projekt célkitűzéseinek, de a menetidő, a járatsűrűség, a környezeti hatások és a lehetséges önfinanszírozás tekintetében eltérő jellemzőkkel bírnak.